# Haut comme trois pommes
Pour plus de détails, voir Fiche technique et Distribution.
Haut comme trois pommes est un film français réalisé par Ladislas Vajda et Pierre Ramelot, sorti en 1936.

## Fiche technique
- Titre français : Haut comme trois pommes
- Réalisation : Ladislas Vajda et Pierre Ramelot
- Scénario : Pierre Ramelot
- Photographie : Georges Asselin
- Musique : Gaston Claret
- Production : Monde-Films
- Pays d'origine :  France
- Format : son mono - noir et blanc
- Genre : Comédie
- Durée : 77 minutes
- Date de sortie : 6 mars 1936

## Distribution
- Madeleine Guitty : Mme Dupin
- Raymond Cordy : Victor
- Roland Toutain : Bob
- Jean Tissier : le gendarme / le curé
- Jean Sinoël : le maire
- Pierre Etchepare : l'interrupteur
- Robert Goupil : Marcel
- Assia Granatouroff : Janine
- Oléo : Juliette
- René Génin : le bègue
- Georges Bever : M. Bille
- Claudinet : un bambin
- Marcel Pérès : M. Batton
- Albert Malbert : le patron
- Lou Tchimoukow : le livreur
- Émile Saint-Ober : l'orateur
- Pierrette Audry
- Paul Azaïs
- Paul Elambert
- Marcel Chaumier